# 神戸臨港線
神戸臨港線（こうべりんこうせん）は、かつて兵庫県神戸市内にあった東海道本線の貨物支線の通称である。

## 概要
日本初の臨港線であった。東海道本線の東灘信号場（現：摩耶駅）から分岐して国道2号線を跨いで神戸港駅へ単線で向かっていた。神戸港の発展とともに臨港線から分岐する専用線が拡大したが、1984年（昭和59年）のダイヤ改正より鉄道貨物のコンテナ化移行に伴い、ほとんどの路線が廃止された。国鉄時代に廃止されずに残った神戸港駅も2003年（平成15年）12月1日をもって廃止、その業務を神戸貨物ターミナル駅に委譲した。
国道2号線南側付近から旧神戸港までの跡地はすべて整備されマンション等が建設されたが、灘駅南側付近から国道2号線南側付近までは橋梁を含め跡地の一部をそのまま活用し遊歩道へと整備され、今でも当時の面影を見ることができる。
遊歩道には近隣の住友ゴム工業寄贈の桜の木約100本が植樹された。途中、神戸市立科学技術高等学校付近の約200m区間には、同校の鉄道車両研究会が作製したミニSLの線路が敷設され、同研究会により、2009年から乗車会が開催されていた。現在は運行を終了しているが、復活の構想もある

### 路線データ
※廃止時のもの
- 所有者：日本貨物鉄道（第一種鉄道事業者）
- 路線距離（営業キロ）：東灘信号場 - 神戸港駅 間 3.4km
- 軌間：1067mm
- 複線区間：なし（全線単線）
- 電化区間：全線（直流1500V）
- 閉塞方式：不詳

## 歴史
- 1907年（明治40年）8月20日：灘聯絡所 - 小野浜荷扱所間（2.0M≒3.22km）が開業[4]。
- 1908年（明治41年）ごろ：小野浜荷扱所が（貨）小野浜駅に改称。
- 1910年（明治43年）10月1日：灘信号場が駅に変更され（貨）灘駅が開業[5]。
- 1917年（大正6年）
  - 1月15日：小野浜駅構内扱いとして神戸港荷扱所を設置。
  - 12月1日：灘駅開業に伴い、（貨）灘駅が（貨）東灘駅に改称[6]。
- 1924年（大正13年）8月3日：小野浜駅 - 神戸港駅間（1.0M≒1.61km）が延伸開業。神戸港荷扱所を小野浜駅から分離し神戸港駅（こうべみなとえき）開業。新線と東灘 - 神戸港間で旅客営業を開始[7]。
- 1928年（昭和3年）12月1日：小野浜駅 - 湊川駅間が開業（営業キロ設定なし。湊川駅は神戸駅と同一駅扱いで、三ノ宮駅（後に元町駅） - 兵庫駅間にある駅とされていた）。（貨）湊川駅開業[8]。
- 1930年（昭和5年）4月1日：マイル表示からメートル表示に変更（東灘駅 - 神戸港駅間 3.0M→4.9km）。
- 1939年（昭和14年）11月1日：神戸港駅が（貨）小野浜駅に統合され廃止 (-1.5km)。（貨）小野浜駅が神戸港駅（こうべこうえき）に改称[9]。
- 1961年（昭和46年）4月6日：湊川駅が神戸駅と別線別駅扱いとなり、神戸港駅 - 湊川駅間に営業キロ設定 (2.4km)。
- 1972年（昭和47年）
  - 4月20日：貨物支線 神戸港駅 - 摩耶埠頭駅間 (4.5km) が開業。（貨）摩耶埠頭駅開業。
  - 10月1日：（貨）東灘駅が操車場に変更され東灘操車場開設。同時に起点を六甲道駅に変更 (+1.4km)。また灘駅 - 神戸港駅間 (4.3km) にも営業キロ設定。六甲道駅 - 東灘操車場間、灘駅 - 東灘操車場間は本線との重複区間となる。
- 1974年（昭和49年）10月1日：六甲道駅 - 神戸港駅間の旅客営業廃止。六甲道駅 - 神戸港駅間および神戸港駅 - 湊川駅間を区間統合し表示を六甲道駅 - 湊川駅間に変更。
- 1981年（昭和56年）4月1日：東灘操車場が信号場に変更され東灘信号場開設。東灘信号場 - 神戸港駅間電化[10]。
- 1985年（昭和60年）3月14日：神戸港駅 - 湊川駅間 (2.4km) が廃止。（貨）湊川駅廃止。
- 1986年（昭和61年）11月1日：支線 神戸港駅 - 摩耶埠頭駅間 (4.5km) が廃止。（貨）摩耶埠頭駅廃止。
- 1987年（昭和62年）4月1日：国鉄分割民営化により、東灘信号場 - 神戸港駅間 (3.4km) をJR貨物が継承。同時に六甲道駅 - 東灘信号場間 (1.4km) および灘駅 - 東灘信号場 - 神戸港駅間 (4.3km) の営業キロ設定を廃止。
- 1995年（平成7年）1月17日：阪神・淡路大震災発生。軌道や橋脚の損傷などの被害を受けた。同年3月31日復旧。
- 2003年（平成15年）12月1日：東灘信号場 - 神戸港駅間 (3.4km) が廃止。（貨）神戸港駅廃止。

## 駅一覧
本線
東灘信号場（東灘操車場） - 神戸港駅 - 湊川駅
支線
神戸港駅 - 摩耶埠頭駅

## ギャラリー

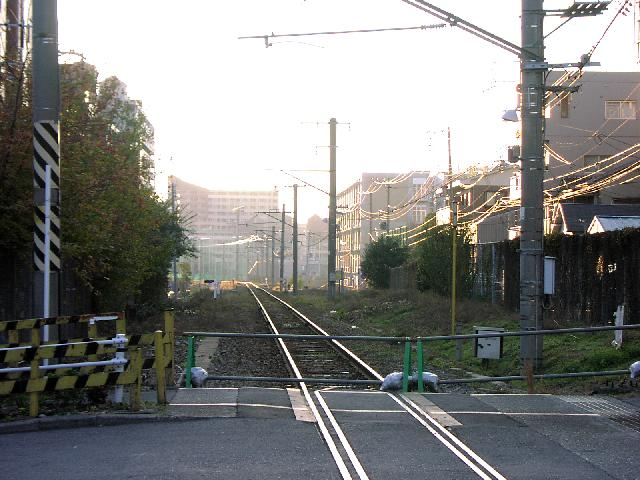
廃止直後の灘駅南付近（神戸港方を望む） 現在、線路・架線柱は撤去され遊歩道として整備されている。
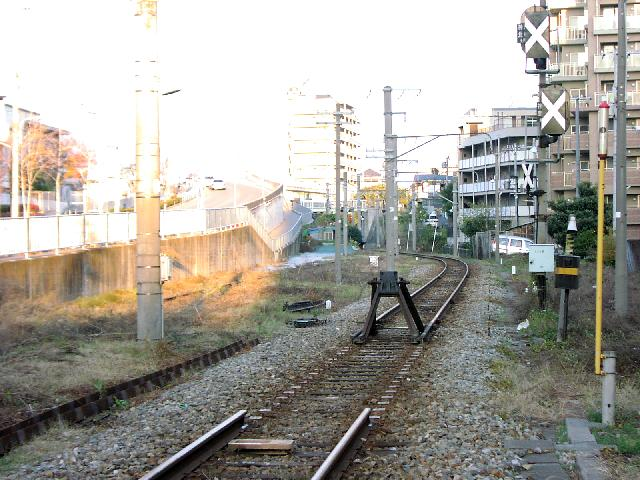
廃止直後の灘駅南付近 - 東灘信号場間
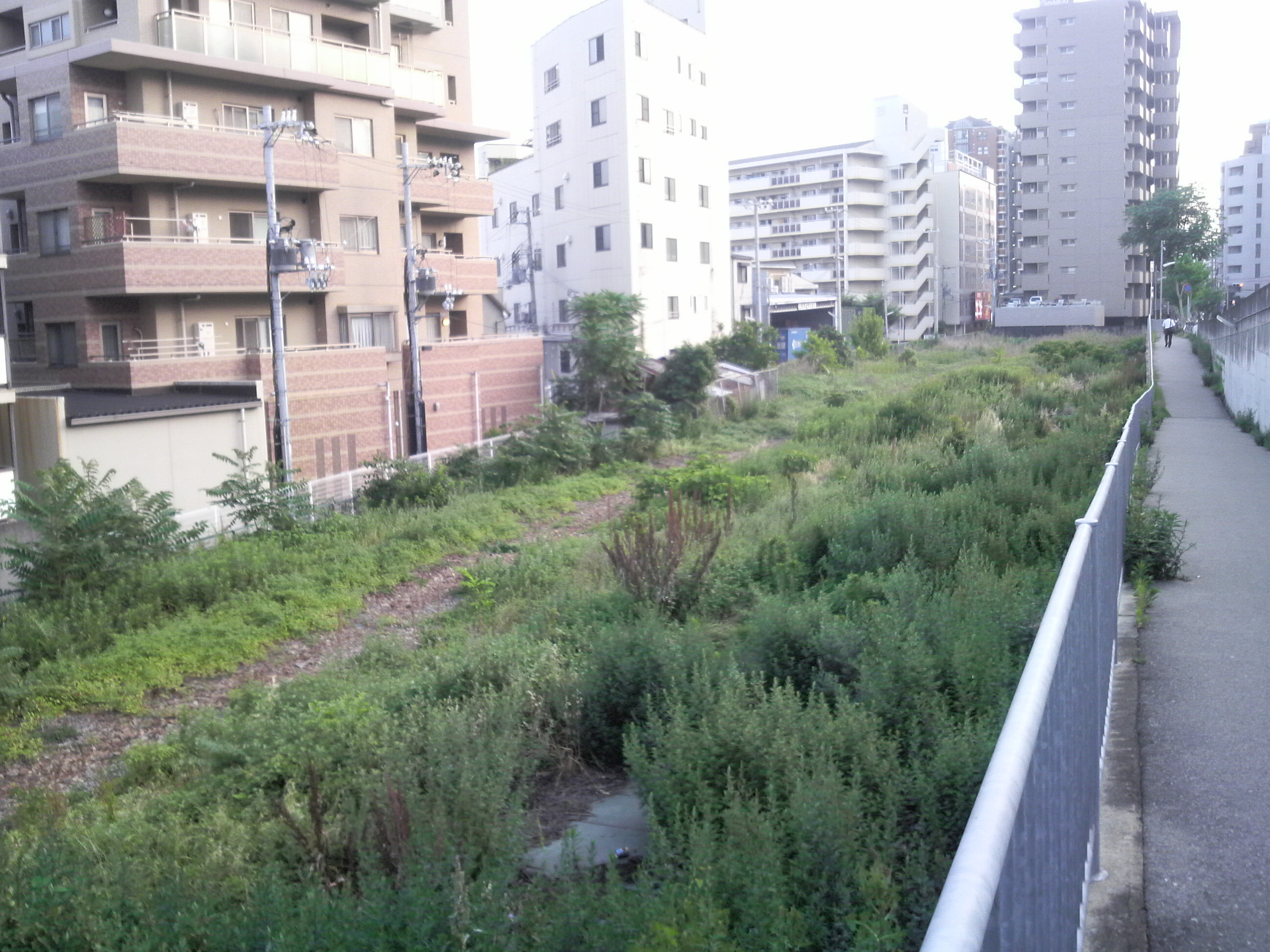
現在の廃線跡（灘駅南付近 - 東灘信号場間） 跡地にはマンションが建設されるなど、面影が消えつつある。
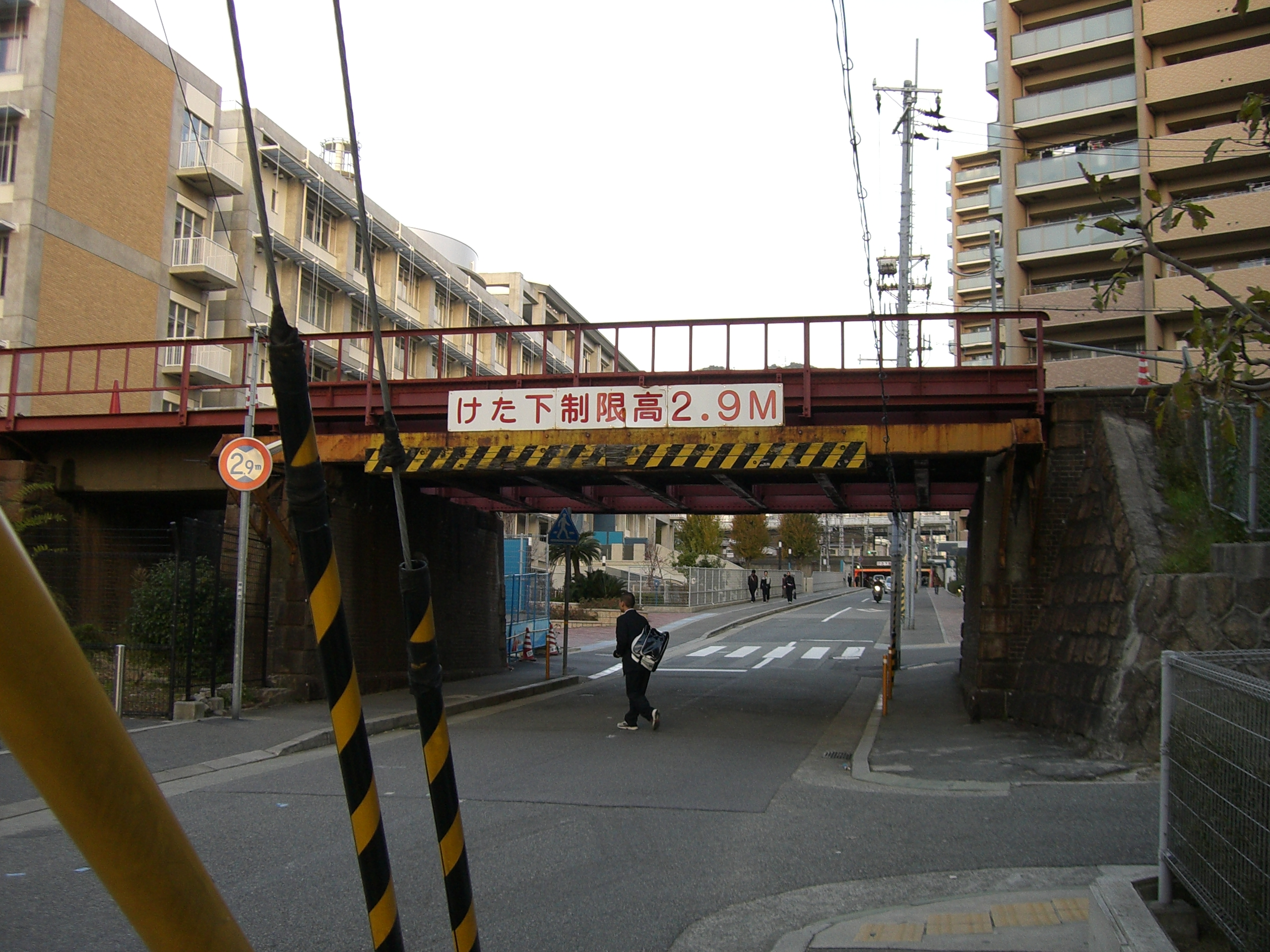
廃線跡に残っていた橋梁（東灘信号場 - 神戸港駅間）。現在は遊歩道に対応した新しい橋梁に架け替えられている。
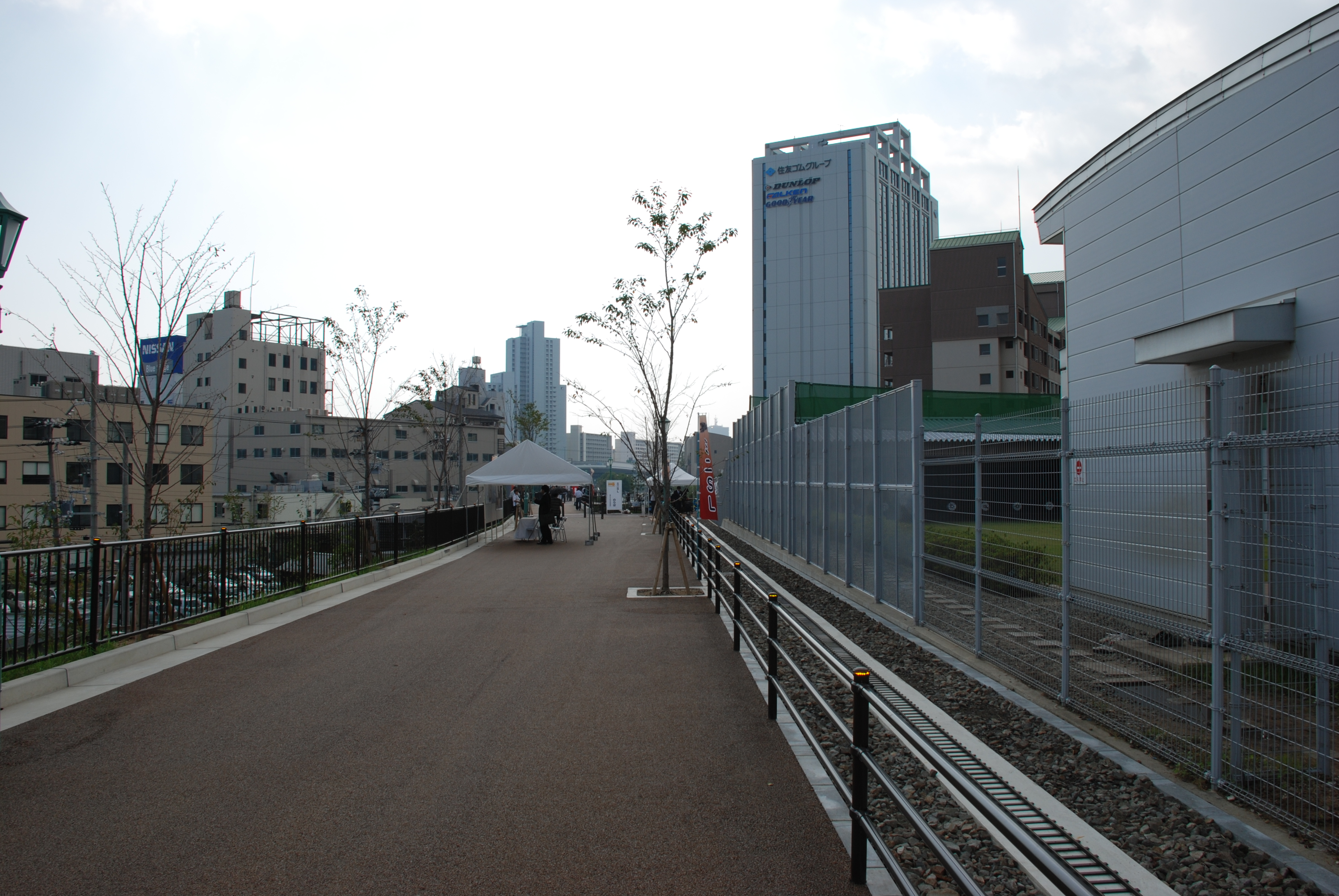
廃線跡に整備された遊歩道
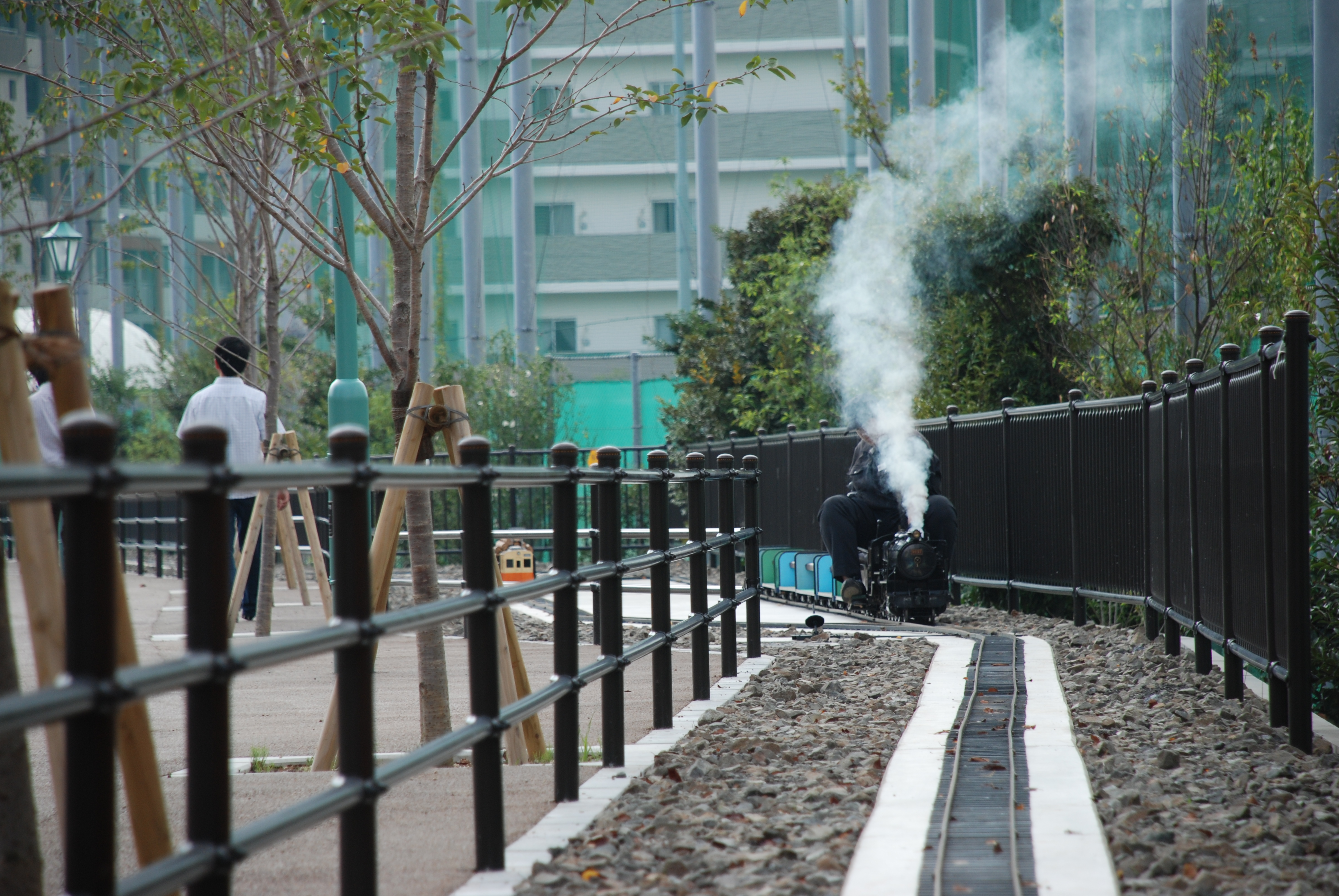
神戸市立科学技術高等学校・鉄道車両研究会により遊歩道上に敷設された、ミニSLの線路。
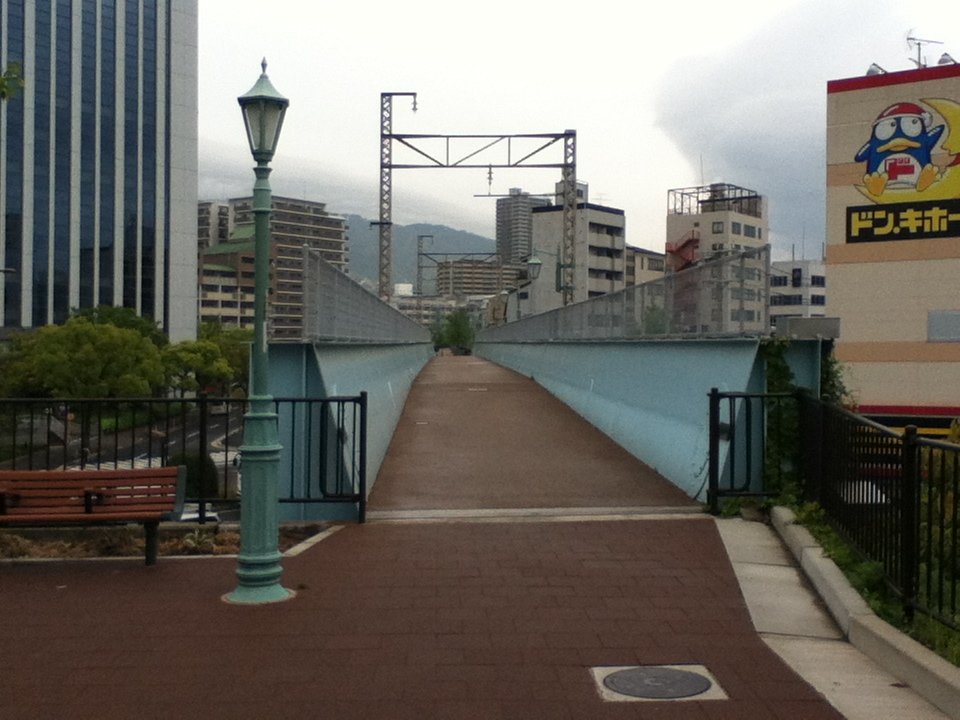
遊歩道として利用されている橋梁（東灘信号場方を望む）
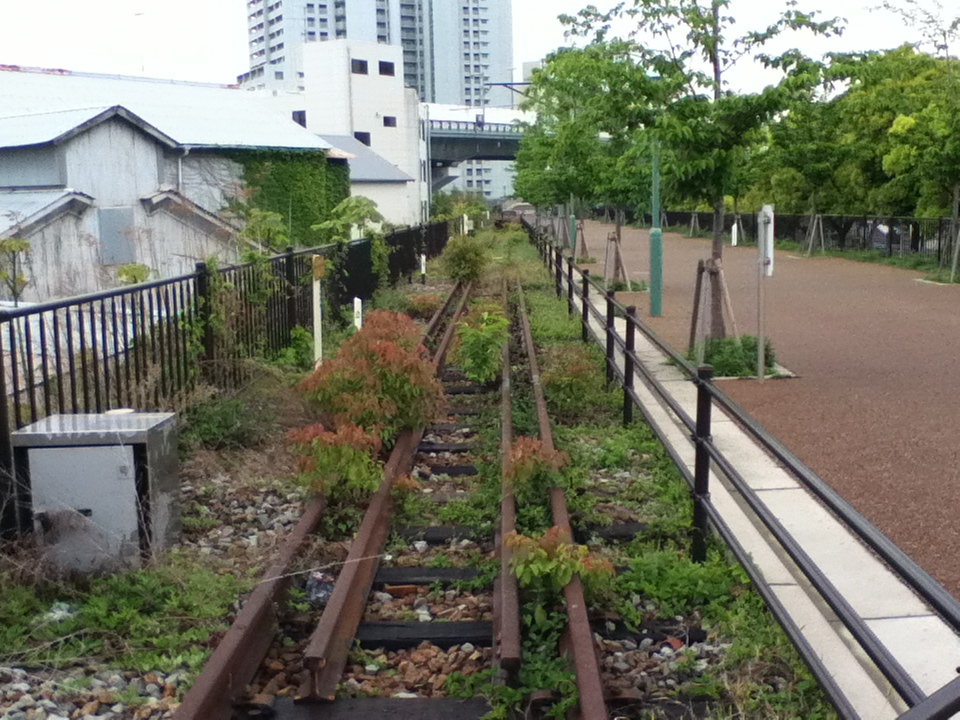
モニュメントとして残された線路の一部（神戸港方を望む）